# 국가대극원

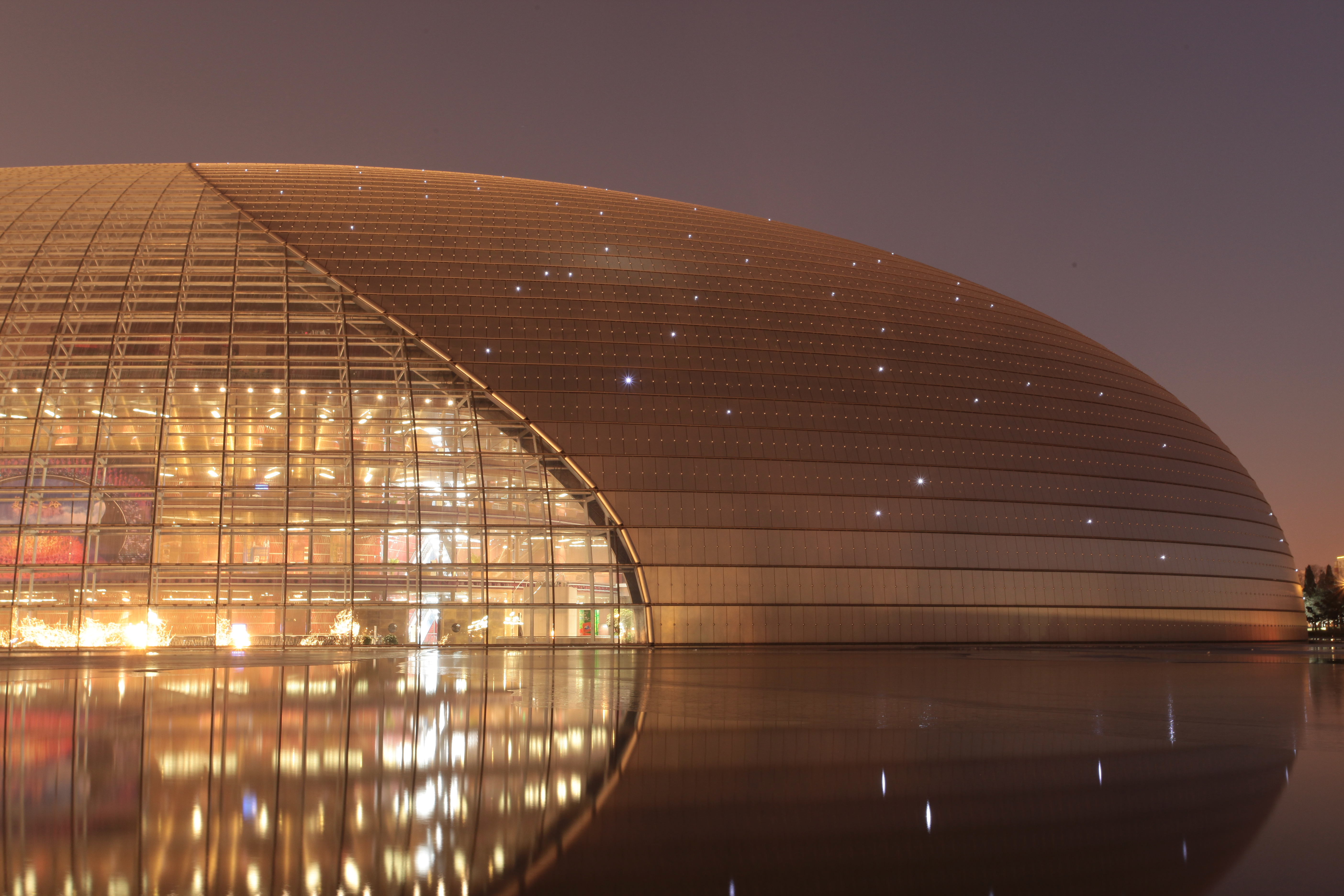
국가대극원

국가대극원(중국어: 国家大剧院)은 중화인민공화국 베이징시 시청구에 있는 세계 최대 규모의 공연장이다. 오페라하우스, 콘서트홀, 드라마센터로 구성되어 있으며, 총 5473석 규모로 이루어져있다. 프랑스 건축사인 폴 앙드뢰(Paul Andreu)의 설계로 2001년 12월 13일 공사를 시작하여 2007년 9월 완공되었다. 모든 건축면적은 14만 9520m2로 세계 최대 규모의 공연장이다. 건물의 외형은 동서 길이 212.2m, 남북 길이 143.6m, 높이 46.2m, 지하 깊이 32.5m이다. 그리고 면적 3만 5천여m2의 인공호수가 있다.

## 외부 모습
거대한 달걀(중국어: 巨蛋)을 옆으로 누인 듯한 반구형(半球形)이고, 물과 녹지로 둘러싸여 있으며 도시 풍광을 부드럽게 풀어주는 듯한 모습을 띠고있다.